# 崖壁杜鹃
崖壁杜鹃（学名：Rhododendron saxatile）为杜鹃花科杜鹃花属下的一个种。